# Phthitia miradorensis
Phthitia miradorensis är en tvåvingeart som beskrevs av Marshall och Smith 1995. Phthitia miradorensis ingår i släktet Phthitia och familjen hoppflugor. Inga underarter finns listade i Catalogue of Life.